# Challenger de Dobrich 2024
El torneo Dobrich Challenger 2024, denominado por razones de patrocinio IZIDA Cup fue un torneo de tenis perteneció al ATP Challenger Tour 2024 en la categoría Challenger 50. Se trató de la 1ª edición; el torneo tuvo lugar en la ciudad de Dobrich (Bulgaria), desde el 19 hasta el 25 de agosto de 2024 sobre pista de tierra batida al aire libre.

## Jugadores participantes del cuadro de individuales
| Preclasificado | País                       | Jugador            | Rank1 | Posición en el torneo |
| 1              | Bandera de Turquía         | Ergi Kırkın        | 268   | Cuartos de final      |
| 2              | Bandera de Líbano          | Hady Habib         | 271   | Semifinales           |
| 3              | Bandera de Alemania        | Marvin Möller      | 303   | Primera ronda         |
| 4              | Bandera de Francia         | Gabriel Debru      | 308   | Segunda ronda         |
| 5              | Bandera de Bulgaria        | Dimitar Kuzmanov   | 312   | Primera ronda, retiro |
| 6              | Bandera de Rumania         | Cezar Crețu        | 156   | Primera ronda         |
| 7              | Bandera de República Checa | Martin Krumich     | 316   | Primera ronda         |
| 8              | Bandera de Rumania         | Gabi Adrian Boitan | 328   | Primera ronda         |

- 1 Se ha tomado en cuenta el ranking del 12 de agosto de 2024.

### Otros participantes
Los siguientes jugadores recibieron una invitación (wild card), por lo tanto ingresan directamente al cuadro principal (WC):
- Anthony Genov
- Yanaki Milev
- Petr Nesterov

Los siguientes jugadores ingresan al cuadro principal tras disputar el cuadro clasificatorio (Q):
- Luciano Emanuel Ambrogi
- Mirza Bašić
- Alexander Donski
- Andrej Martin
- Nikolay Nedelchev
- Christoph Negritu

## Campeones

### Individual Masculino
- Juan Bautista Torres derrotó en la final a  Ivan Gakhov por  5–7, 6–0, 7–5

### Dobles Masculino
- Alexander Merino /  Christoph Negritu derrotaron en la final a  Victor Vlad Cornea /  Ergi Kırkın por 6–4, 6–2